# 大洗温泉
大洗温泉（おおあらいおんせん）は茨城県東茨城郡大洗町（旧常陸国）にある温泉。

## 泉質
- ナトリウム-塩化物泉
  - 泉温　15℃

## 温泉街
日本有数の景勝地として知られる大洗海岸周辺に宿泊施設が点在する。
温泉宿泊施設は7軒（かんぽの宿含む）。その他に温泉を引かない宿泊施設が十数軒存在する。
以前は温泉宿泊施設がもう1軒あったが、2019年11月末に閉館した。
日帰り入浴施設は、「大洗町福祉健康センターゆっくら健康館」と「潮騒の湯」の2軒。
また大貫町8790−1に温泉スタンドがある。

## 歴史
平成11年（1999年）、開湯。

## アクセス
鹿島臨海鉄道大洗鹿島線大洗駅より、バスで約15分。
北関東自動車道水戸大洗ICから車で約10分。